# Cobitis zanandreai
Cobitis zanandreai là một loài cá vây tia thuộc họ Cobitidae. Loài này chỉ có ở Ý. Chúng hiện đang bị đe dọa vì mất môi trường sống.